# Южный Гогландский маяк
Ю́жный Го́гландский мая́к — действующий маяк в Финском заливе на острове Гогланд. Административно находится на территории Кингисеппского района Ленинградской области.

## Описание
Располагается на южной оконечности острова Гогланд. В поселении при маяке проживает смотритель, а также несколько семей, занимающихся гидрографией и обслуживанием маячного хозяйства, помимо основной работы ведущих личное натуральное хозяйство. Маяк периодически посещается туристами.

## История
В 1861 году на юге острова был построен маяк, который оснастили изготовленным в Париже оптическим аппаратом системы Френеля. В 1905 году маяк оснастили новой кирпичной башней высотой около 22 м круглого сечения, которая находится на нём по сей день. В 1960-х годах была проведена модернизация маяка.